# Міхал Єжи Понятовський

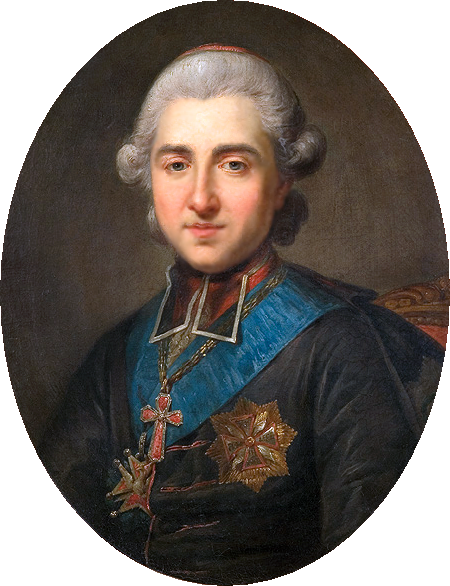

Міхал Єжи Понятовський (пол. Michał Jerzy Poniatowski; 12 жовтня 1736, Ґданськ — 12 серпня 1794, Варшава) — представник роду Понятовських гербу Цьолек, католицький релігійний діяч. Примас Королівства Польського і Великого князівства Литовського у 1785—1794 роках. Єпископ Плоцький.
Наймолодший син краківського каштеляна Станіслава Понятовського, наймолодший брат короля Станіслава Августа. Мати — друга дружина батька княжна Констанція Чорторийська, донька князя на Жукові та Клевані Казимира Чорторийського та Ізабелли Морштин.